# Desarrollo integrado
El desarrollo integral es un enfoque particular de la ayuda al desarrollo que consiste en integrar todas las causas de un problema en una respuesta completa.
Este enfoque holístico de ayuda al desarrollo consiste por tanto en conjugar muchos programas de apoyo y no sólo en aportar una respuesta sectorial a un problema de subdesarrollo.

## Marco de desarrollo integrado
Desde los años 1990, la concepción de ayuda al desarrollo ha evolucionado hacia nuevas estrategias buscando más eficacia en la ayuda aportada a la población local de los países del Sur para luchar contra la pobreza. Se habla pues de un marco de desarrollo integrado del cual, he aquí los componentes esenciales :
- Las estrategias de ayuda al desarrollo deben ser globales, tener un enfoque más holístico ;
- Los proyectos deben inscribirse en una perspectiva de desarrollo sostenible e integrar una visión a largo plazo de los proyectos de desarrollo ;
- La ayuda debe inscribirse para una duración limitada y la retirada de ayuda exterior debe ser integrada en el proyecto desde su concepción ;
- Los actores locales, los beneficiarios y todas las partes concernientes deben ser consultadas y comprometidas en el proyecto a través de un enfoque participativo ;
- El desarrollo integrado se concentra menos en la [[macroeconomía] y más en [microeconomía]] que los enfoques clásicos de ayuda al desarrollo ;
- Las acciones se fundan en un nivel local y utilizan herramientas de democracia participativa.

## Efectos del desarrollo integrado
El desarrollo integrado favorece las consecuencias a largo tiempo y se dirige a la autonomía de los beneficiarios de la ayuda al desarrollo. Tiene como objetivo la mejora global de la situación y favorece de este modo las áreas de educación, de formación profesional, de la salud, del respeto a los derechos humanos, del medio ambiente y desarrolla si es necesario, infraestructuras adecuadas.